# Gertrud Bing
Gertrud Bing (* 7. Juni 1892 in Hamburg; † 3. Juli 1964 in London) war eine deutsche Kunsthistorikerin, Philosophin und Institutsleiterin.

## Leben
Gertrud Bing, Tochter des jüdischen Kaufmanns Moritz Bing, besuchte das Heinrich-Hertz-Gymnasium in Hamburg und studierte anschließend Philosophie in München und Hamburg. Seit 1921/22, nach ihrer philosophischen Promotion an der Hamburger Universität bei Ernst Cassirer, war sie Mitarbeiterin von Aby Warburg, dessen Gesammelte Werke (1932) sie seit seinem Tod edierte. Bing half dabei, die Warburg-Bibliothek 1933 vor dem Zugriff der Nationalsozialisten nach London zu retten.
In London setzte sich Gertrud Bing besonders für die Exilanten und Exilantinnen aus dem Hitler-Regime ein und arbeitete eng mit Hilde Lion von der Stoatley Rough School zusammen. Gertrud Bing hatte ein großes psychologisches Gespür für das Schicksal der Flüchtlinge. So wurde ein großer Teil der administrativen und persönlichen Belange der Ausgewanderten von ihr abgewickelt. Sie arbeitete mit der englischen Society for the Protection of Science and Learning und dem amerikanischen Emergency Committee zusammen, um den arbeitslosen jüdischen Intellektuellen geeignete Stellen in Schulen und Universitäten in Europa und den USA zu verschaffen. Mit großem Engagement gelang es ihr zum Beispiel, dem deutschen Philosophen Helmut Kuhn, der mit seiner Frau Käthe und seinen Kindern Reinhard und Annette in Haslemere im Exil lebte, eine Gastprofessur an der amerikanischen Universität Chapel Hill in North Carolina zu vermitteln.
Nach Fritz Saxl und Henri Frankfort wurde sie seit 1955 als Professorin Leiterin des Warburg Institute, das 1944 in die Universität London eingegliedert worden war. 1959 ging sie in den Ruhestand und erhielt für ihre Verdienste die Ehrendoktorwürde der Universität Reading. Eine von Bing über Jahrzehnte geplante Warburg-Biographie blieb aus Krankheitsgründen unbeendet.
1931 gehörte sie zu den Gründungsmitgliedern des ersten deutschen Zonta-Clubs.

## Schriften
- Fragments sur Aby Warburg. Documents originaux et leur traduction française. Avant-propos de Carlo Ginzburg. Hrsg. von Philippe Despoix, Martin Treml. Institut national d'histoire de l'art (INHA), Paris 2019.
- London School of Economics Archive, Briefe von Gertrud Bing an Hilde Lion, 5. Juli 1937, 16. August 1937, 25. Februar 1938.
- Warburg Institute Archive, GC, London, Brief von Käthe Kuhn an Gertrud Bing, 31. Januar 1938.
- Gertrud Bing im Warburg-Cassirer-Kreis. Mit dem Text ihrer Dissertation von 1921. Hrsg. von Dorothee Gelhard und Thomas Roider, Wallstein, Göttingen 2024, (=Wissenschaftler in Hamburg, 8) ISBN 978-3-8353-5310-7.